# Coeloides flavus
Coeloides flavus är en stekelart som beskrevs av Wang och Chen 2006. Coeloides flavus ingår i släktet Coeloides och familjen bracksteklar. Inga underarter finns listade i Catalogue of Life.